# Якобс, Пауль Эмиль
Пауль Эмиль Якобс (нем. Paul Emil Jacobs; 1803—1866) — немецкий исторический и портретный живописец, академик Императорской Академии художеств.

## Биография
Сын знаменитого филолога Христиана Якобса. В 1818—1825 годах посещал Мюнхенскую академию художеств, в которой был учеником фон Лангера. Совершенствовал своё искусство три года в Риме и, переехав оттуда во Франкфурт на Майне, занимался преимущественно портретной живописью до 1830 года, когда отправился искать счастья в Санкт-Петербург.
Пробыл в Санкт-Петербурге около четырёх лет, написал, среди прочего, образа для Собора всех учебных заведений:
- Воскресения Христова за престол;
- Тайной Вечери для иконостаса.

В 1833 году, за представленную Императорской академии картину «Крещение Господне» (находится в музее академии), получил звание академика.
По возвращении в Германию поселился в Готе, откуда в 1835 году был приглашён в Ганновер для живописных работ в заново отделанном королевском дворце города и украсил его бальную и столовую залы несколькими стенными картинами исторического содержания.
В 1838 году совершил поездку в Грецию и Рим. В третий раз посетил этот город в 1844 году и затем почти безвыездно жил в Готе, состоя придворным живописцем саксен-кобургского герцога.

## Творчество
По мнению авторов энциклопедического словаря Брокгауза и Ефрона, главными достоинствами произведений этого художника являются правильность рисунка, ма́стерская передача нагого человеческого тела и старательная оконченность исполнения. Кроме вышеупомянутых творений, известны также картины:
- «Воскрешение Лазаря»,
- «Шехеразада, рассказывающая калифу сказки»,
- «Распятие» (для церкви бывшего августинского монастыря[нем.] в Готе; с 1998 года — в церкви Хоэнлойбена),
- «Юдифь и Олоферн» (1850),
- «Самсон, схваченный филистимлянами»,
- «Лютер на вормском сейме»,
- «Продажа греческих рабов» (1853; у короля виртембергского)
- «Сусанна в купальне» (1856).